# App Store (iOS)
App Store е Интернет магазин – платформа за цифрова дистрибуция на мобилни приложения на базата на iOS, разработена и поддържана от компанията Apple.
Магазинът позволява на потребителите да преглеждат и изтеглят приложения, разработени чрез Apple SDK за iOS, и то не само от компанията, но и от трети страни. Приложенията са предназначени само за устройства с iOS: iPhone, iPod и iPad.
Според Apple, към януари 2017 г. App Store предлага над 2,2 милиона приложения, а от стартирането на магазина през 2008 г. от него са свалени общо над 130 милиарда приложения. Така към 2016 г., разработчиците на приложения за App Store са спечелили почти 50 милиарда долара.
През есента на 2016 г. Apple прави големи промени в магазина за приложения, като включва показването на реклами при търсене, както и нов модел на абонамент, при който разпределението на доходите между разработчиците и Apple се променя от 70/30 в полза на разработчиците на 85/15, но само ако потребителят се абонира за приложението на даден разработчик за период от 1 година.
През септември 2016 г. Apple започва премахването на стари приложения, които не функционират по предназначение или не са в съответствие с приложимите правила. Разработчиците разполагат с 30 дни за актуализация. Освен това дължината на имената на приложенията, техните домейни или регистрирани фирми се ограничава до 50 знака, в опит да се предотврати поставянето на дълги описания или неуместни условия, с цел даденото приложение да излезе начело при търсене.

## История
Цялостната концепция за магазин за приложения датира от 1990-те години. През 2003 г. Apple стартира музикален магазин iTunes за цифрови медии.
На 10 юли 2008 г. става достъпно приложението App Store за iPhone, чрез актуализация през iTunes. Така Apple за първи път може напълно да контролира приложенията, предоставени от трети страни, и да въведе такси. На 11 юли дебютира iPhone 3G и на него предварително е инсталиран фърмуер 2.0.1, който включва App Store. Новата iOS 2.0.1 също става достъпна за по-старите iPhone и iPod Touch, чрез iTunes. Към 10 февруари 2012 г. в App Store официално има повече от 1 100 000 приложения с автори трети страни.
През януари 2011 магазинът за приложения регистрира повече от 9,9 милиарда сваляния, като събитието е рекламирано от компанията под името „Отброяването на 10 милиарда свалени приложения“. 10 милиардното приложение е свалено в 10:26 ч. по Гринуич на 22 януари 2011 г. Към края на юли 2011 г. 200& милиона iOS потребителя са изтеглили повече от 15 милиарда приложения.
Средният приход от едно приложение се оценява на $8700, въпреки че данните не са публично достъпни. През май 2011 г., Apple одобри своето 500 000-но приложение. 37% от всички приложения са безплатни, а средната цена на приложение е $3,64. Цените се избират свободно от търговците. Най-често те са кратни на няколко долара или 1 долар минус 1 цент т.е (99¢, $1,99, и така нататък).
След успеха на Apple с техния App Store се появяват подобни услуги от техни конкуренти и терминът „App Store“ (магазин за приложения), е приет за обозначаване на всяка подобна услуга за мобилни устройства. Въпреки това, компанията Apple подава заявление за търговска марка в САЩ през 2008 г., одобрена през 2011 г. През юни 2011 г. окръжният американски съдия Филис Хамилтън, председателстващ делото Apple срещу Amazon, казва, че „вероятно“ ще отхвърли молбата на Apple да се забрани на Amazon да използва термина „App Store“. По-късно през юли жалбата на Apple срещу Amazon Appstore е отхвърлена.
Терминът приложение става популярна дума. През януари 2011 г., думата „приложение“ е „дума на годината“ за 2010 г., според американското общество на диалектите. Apple не притежава търговската марка, и няма претенции за изключителни права върху термина App (приложение), използван като съкращение за „приложения“ (в английския език) от средата на 1990-те години и в наименования на стоки, датиращи от 2002 г., като например приложения на Google (въведено през 2006 г.).
На 20 октомври 2010 Apple обяви Mac App Store, който в крайна сметка е пуснат на 6 януари 2011. Той е подобен на магазина за iOS устройства, но в Mac App Store приложенията са предназначени само за Mac компютри. Mac App Store е достъпен само чрез Mac OS X 10.6.6 „Snow Leopard“, или по-нова версия.
Магазинът за приложения е достъпен на iPhone, iPod Touch и iPad чрез едноименното приложение „App Store“, инсталирано по подразбиране. Това е и единственият начин директно да се изтеглят подходящи приложения на iOS устройство, без да е нужно устройството да е с jailbreak. На тези устройства могат да бъдат инсталирани уеб приложения (или приложения директно от интернет), заобикаляйки сигурността на магазина напълно, те имат по-лоша и непредсказуема функционалност. Магазинът е достъпен и чрез iTunes, което го прави достъпен за повече операционни системи.
През февруари 2011 г. Apple обявява нова абонаментна услуга, която позволява на издатели на списания и книги да задават продължителността и цената на абонамента за техните услуги. По-рано, всеки нов вестник или списание се продават поотделно на брой. Новата услуга позволява продажба на съдържание директно, което позволява на потребителите да получават ново съдържание периодично. Освен това компанията позволява на издателите не само да разпространяват и/или продават своите приложения чрез iTunes, където приходите са споделени (70% за издателите и 30% за Apple), но също така да разпространяват своите абонаменти директно.
По време на конференцията на Apple, WWDC(Worldwide Developer's Conference) или „Световна конференция на разработчиците“ през 2012 г., главният изпълнителен директор на Apple, Tim Cook (Тим Кук) обяви, че в магазина за приложения са регистрирани 400 милиона акаунта на потребители, които са регистрирали своите кредитни карти, 650,000 нови приложения вече са достъпни за изтегляне, както и че цели 30 милиарда приложения са изтеглени от магазина за приложения.
След старта на iPhone 5, Apple актуализира интерфейса, на магазина за приложения, а също магазина за медия iTunes и интернет-книжарницата iBook Store в iOS 6. Tова е първата голяма промяна, след стартирането на магазина за приложения през 2008 г.
На 7 януари 2013 г. компанията Apple обяви, че повече от 40 милиарда приложения са били изтеглени от магазина за приложения на iOS, като почти половината от тези сваляния са били направени през изминалата 2012 г.
На 1 февруари 2013 г. компанията Apple съобщи на разработчиците, че те могат да започнат да използват адреса: „appstore.com“ за връзки към техните приложения.
През септември 2013 г., Apple обяви на своята „Световна конференция на разработчиците“ (WWDC), че добавя категория за детски приложения в App Store, заедно с пускането на iOS 7. Категорията разпределя приложенията по възраст и е насочена към деца под 13-годишна възраст, по този начин Apple спазва задължителния закон за защита на децата в интернет (COPPA).
До края на 2013 г. потребителите са похарчили повече от 10 млрд. щатски долара в магазина за приложения, през месец декември на 2014 г. потребителите са изтеглили близо 3 милиарда приложения, правейки го най-успешният месец в историята на App Store магазина. Чрез магазина за приложения разработчиците са спечелили над 15 млрд. щатски долара от самото създаване на магазина.
На 17 ноември 2014 г. Apple обновява магазина за приложения, така че бутонът на всички приложения, които са безплатни за изтегляне, да са с етикет „GET“ (вземи), вместо „FREE“ (безплатно) и приложения, включващи микротрансакции, получават подтекст, гласящ, че в приложението някои услуги се заплащат и трансакцията може да бъде извършена чрез приложението.
През юни 2015 година компанията Apple обяви, че са извършени над 100 милиарда изтегляния от магазина за приложения.
През септември 2015 г. е обявено, че има приложения, които използват XcodeGhost, който представлява зловредна имитация на софтуерната среда за програмиране(IDE) на Apple(Xcode) от друг източник. Някои от най-големите приложения като: Angry Birds 2, CamCard, TinyDeal.com и в някои други приложения е открит подобен зловреден код. От Apple заявиха, че ще направят Xcode по-лесен за изтегляне, ако бъдат инсталирани местни сървъри, които ще позволят на разработчиците да получат достъп до програмата Xcode по-лесно.
На 17 декември 2015, отговорността за магазина за приложения поема Фил Шилер, който е продуктовия вицепрезидент на Apple. По-рано магазина за приложения е ръководен от Еди Кю, вицепрезидент на Apple за онлайн услуги и софтуер.
През юни 2016 година, компанията Apple обяви, че в магазина са достъпни 2 милиона приложения, както и че са били свалени приложения над 130 милиарда пъти откакто е стартирал магазина за приложения през 2008 г., а печалбата на разработчиците на приложения е почти 50 милиарда долара.
През есента на 2016 година компанията Apple направи големи промени в магазина за приложения, някои от които включват реклами в търсенето на приложения, както и нов модел на абонамент, който ще промени разпределението на доходите от 70/30 (т.е разработчиците получават 70% от спечелените пари от продажбата на тяхното приложение и Apple печели 30% от стойността на приложението) в новото разпределение от 85/15 на доходите между разработчиците и Apple, но само ако потребителят се абонира за даден разработчик на приложения за период от 1 година.
На 1 септември 2016 г., компанията Apple обяви, че от 7 септември започва премахването на стари приложения, които не функционират по предназначение или не са в съответствие с приложимите правила. Разработчиците ще бъдат предупредени и разполагат с 30 дни, за да актуализират своите приложения, също така и приложения, имащи проблеми при стартирането си ще бъдат премахнати веднага. Освен това имената на приложенията, техните домейни или регистрирани фирми не могат да надвишават 50 знака, в опит да се предотврати поставянето на дълги описания или неуместни условия, с цел ранкът на даденото приложение да се повиши при търсене от потребител.
През октомври 2016 г. данни от магазина и заключенията на изследователската компания App Annie, която публикува доклад заключаващ, че Китай вече изпревари САЩ, като най-големия на пазара на Apple. Китайските потребители са похарчили $1,7 милиарда долара срещу около $1,5 милиарда долара от американските потребители.
През октомври 2017 г. магазинът за приложения получи изцяло нов дизайн, както и нови функции като динамичен преглед на приложения и по-интерактивни видео-прегледи.

## SDK за iOS
На 6 март 2008 г. на събитието „iPhone Software Roadmap“ е обявен комплекта за разработка на софтуер за iPhone OS или SDK. Пакетът SDK дава възможност на разработчиците, работещи с Mac OS X 10.5.4 или по-нова версия, работеща на Intel – базиран Mac, да създават приложения с помощта на средата за разработка Xcode, която първоначално работи с iPhone, iPod и iPad. Бета-версията на Xcode е била пусната веднага след събитието „Phone Software Roadmap“. През юли 2008 г. става налична и финалната версия на Xcode, заедно с идването на iPhone 3G. Към края на 2 януари 2016 г., най-новите iOS SDK работят с iOS 9.
Голямото събитие „iPhone Software Roadmap“ (в комбинация с дистрибуцията на програма за създаване на приложения от 3-трети страни), по-късно става известно като „iPhone Developer Program“ (програма за разработчици на iPhone), която предлага две опции за членство на 3-трети страни: Standard(стандартната програма) и Enterprise(бизнес програма).
Приложения, разпространявани чрез Standart iPhone Developer Program(стандартната програма за разработчици) могат да се продават единствено чрез магазина iTunes за Mac и Windows, или в App Store за iPhone, iPod Touch, и iPad. Разработчиците които публикуват приложения в магазина за приложения ще получават 70 на сто от продажбите, и не е нужно да плащат никакви такси за дистрибуцията на приложението им в магазина. Въпреки това, годишната такса от $99 е задължителна за да се публикува приложение в магазина, чрез Standart iPhone Developer Program.
Приложения, разработени в рамките на програмата Enterprise или официално „iOS Developer Enterprise Program“(iOS Разработчик на програми за предприемачество) (iDEP), са предназначени единствено за институционална употреба и не се издават в магазина за приложения. Това дава възможност на корпорации, неправителствени организации и държавни институции да разработват собствени „in-house“ приложения които не са за публично издаване. На 3 септември 2010 година програмата е обновена и дава възможност на всяка организация с DUNS номер, да се присъедини. До тази дата, само организации с 500 или повече служителя, можеха да се присъединят към iOS Developer Enterprise Program.
За да се изпълни което и да е приложение на iPhone, първо приложението трябва да бъде подписано със сертификат. Този сертификат се издава само от Apple, след като разработчик за първи път е разработил софтуер, чрез Standart iPhone Developer Program (струваща $99/година) или Developer Enterprise Program (струваща $299/година) SDK за iOS. След излизането на Xcode 7 и iOS 9, компанията Apple подписва тези сертификати безплатно. Но, за да се публикува което и да е приложение в App Store, е нужно членство в Apple developer program.

## Брой на приложенията
На 10 юли 2008 г. Стив Джобс съобщава в предаването USA Today, че магазинът съдържа 500 приложения за iPhone и iPod Touch от трети страни, като 25% от тях са безплатни. Те са предназначени за бизнес, игри, образователни цели, както и много други видове и се предлагат безплатно или за закупуване. Магазинът отваря на другия ден, позволявайки на потребителите да купуват приложения и да ги прехвърлят на техните iPod-ове или iPhone със софтуер 2.0, който става достъпен през iTunes същия ден. През първия уикенд са изтеглени десет милиона приложения.
На 16 януари 2009 г. Apple съобщава, че са били изтеглени 500 милиона приложения. Милиардното приложение е било свалено на 23 април 2009 г. На 3 март 2012 г. броят на изтеглените приложения достига 25 милиарда. На 8 юни 2015 г. Apple обявява, че от магазина са свалени 100 милиарда приложения.
На 7 юли 2011 г. Apple съобщава, че чрез App Store са изтеглени над 15 милиарда приложения. Липсва обаче информация за броя на свалянията на всяко приложение. Подобна информация би била полезна за изследване на потребителското търсене.